# جول دو غونكور
جول دو غونكور (بالفرنسية: Jules de Goncourt)‏ (17 ديسمبر 1830، باريس في فرنسا - 20 يونيو 1870، باريس في فرنسا)؛ كاتب، مؤرخ وروائي فرنسي.

## روابط خارجية
- جول دو غونكور على موقع الموسوعة البريطانية (الإنجليزية)